# Jean-Dominique de La Rochefoucauld
Jean-Dominique de La Rochefoucauld (16è districte de París, 30 de juny de 1931 - 14è districte de París, 2 de febrer de 2011) va ser un guionista i director de televisió francès.
Va col·laborar especialment en el treball televisiu de Roberto Rossellini i el de Maurice Failevic.

## Biografia
El comte Jean-Dominique Marie Henri de La Rochefoucauld prové de la branca dels ducs de La Roche-Guyon de la casa de La Rochefoucauld. És fill del comte Jacques de La Rochefoucauld (1897-1981) i de Jacqueline de Cassagnes de Beaufort de Miramon (1902-1966). Té cinc germans i germanes.
Fou membre del Partit Comunista.
Sense descendència de la seva primera unió, té tres filles de la seva segona dona, la productora Michelle Podroznik: Sophie, Claire i Sylvie.
Va morir el 2 de febrer de 2011 a l'edat de 79 anys.

## Filmografia
Guionista
- 1966 : La Prise de pouvoir par Louis XIV de Roberto Rossellini
- 1969 : Les Actes des Apôtres de Roberto Rossellini
- 1970 : Socrate de Roberto Rossellini
- 1971 : Blaise Pascal de Roberto Rossellini
- 1972 : Augustin d’Hippone de Roberto Rossellini (diàlegs)
- 1972 : Mandrin de Philippe Fourastié
- 1972 : Léonard de Vinci de Renato Castellani
- 1975 : Les Exilés de Guy Lessertisseur (segons James Joyce)
- 1978 : 1788 de Maurice Failevic
- 1979 : Charles Clément, canut de Lyon, telefilm de Roger Kahane (autor i guionista)
- 1981 : Le Cheval-vapeur de Maurice Failevic
- 1982 : Marcheloup de Roger Pigaut
- 1997 i 1998 : PJ (7 episodis)

Director
- 1983 : Richelieu ou la journée des dupes, 1990
- 1984 : L'An Mil
- 1988 : Liberté, libertés
- 1992 : Taxi Girl (també guionista)
- 1992 : Le Faux Nez
- 1996 : Le Président et la garde barrière
- 2003 : La Faux (també guionista)
- 2005 : Rosalie s'en va